# Sfingosina
La sfingosina è un composto chimico chirale, un amminoalcol insaturo, di formula CH3-(CH2)12-CH=CH-(CHOH)-(CHNH2)-CH2OH che costituisce una parte primaria degli sfingolipidi, una classe di lipidi di membrana cellulare che include la sfingomielina, un importante fosfolipide.

## Biosintesi e funzioni
La sua sintesi endogena parte dalla condensazione dell'aminoacido serina con l'acido palmitico ad opera della serina C-palmitoiltransferasi (SPT). Dopo alcuni passaggi di riduzione ed isomerizzazione, viene finalmente prodotta la diidro-sfingosina. Ad opera di una deidrogenasi si origina finalmente la sfingosina.
Questa può avere diversi destini metabolici:
- Venire acilata da una aciltransferasi per generare la classe chimica delle ceramidi, lipidi che fungono principalmente da secondi messaggeri intracellulari in certi fenomeni infiammatori, nel differenziamento cellulare degli epiteli e nella morte cellulare programmata (apoptosi).

- per fosforilazione enzima-dipendente (sfingosina chinasi I e II) passa a sfingosina-1-fosfato che può seguire due vie metaboliche: o agire nel citoplasma da secondo messaggero regolando i flussi di ioni Ca2+ dal reticolo endoplasmatico; o essere espulsa a livello extracellulare, dove possiede dei recettori specifici accoppiati a proteine G.

L'enantiomero D (safingolo) è un potente inibitore enzimatico di alcune isoforme della protein chinasi calcio/fosfolipide-dipendente (PKC). Nella transizione 1980-1990 era stato preconizzato nella terapia dei tumori poiché esibiva una certa specificità, specie se associato con alcuni farmaci antineoplastici.
A livello endogeno, però, la sfingosina è stato dimostrato attivare direttamente la chinasi dipendente dall'AMP ciclico (PKA) senza l'ausilio di questo secondo messaggero. Quale sia il significato biologico di questo fenomeno non è ancora chiaro; qualche dato preliminare indicherebbe che quest'azione servirebbe a controllare il rapporto intracellulare di nucleotidi ciclici (AMPc/GMPc), ma servono dati conclusivi.
Esperimenti eseguiti appena qualche anno fa hanno speculato che una delle funzioni della sfingosina (tra gli sfingolipidi) potrebbe essere quella di controllare la sintesi degli ormoni steroidei.

## Farmacologia
La sintesi della sfingosina può essere controllata da alcuni composti chimici. L'enzima biosintetico iniziale SPT può essere inibito dall'antibiotico antitubercolare cicloserina. Esiste un antibiotico naturale, la miriocina myrocin, che inibisce la SPT ed è dotato di proprietà immunosoppressive. 
Per lo studio degli effetti molecolari della sfingosina-1-fosfato, sono stati anche sintetizzati degli inibitori dell'enzima sfingosina chinasi, che sono impiegati esclusivamente nei laboratori di angiologia ed immunologia.